# Plaza de la Ciudadanía
La Plaza de la Ciudadanía está ubicada en el centro de la ciudad de Santiago, Chile. Forma parte del Barrio Cívico de Santiago y colinda con el Palacio de La Moneda al norte, la casa matriz del Banco del Estado de Chile al este, el Paseo Bulnes al sur y edificios gubernamentales a sus costados. Su nombre es un homenaje a los ciudadanos chilenos.
Es una explanada que incluye en el sector norte dos espejos de agua que evocan un foso, dos líneas de fuentes y las estatuas a los presidentes de Chile Arturo Alessandri y Patricio Aylwin, así como subterráneamente el Centro Cultural La Moneda y estacionamientos públicos. Al centro, tiene césped con sendas y es intersecada por la Avenida Libertador General Bernardo O'Higgins (Alameda), donde hay un óvalo con el mástil que porta la Bandera Bicentenario, un pabellón chileno monumental. En la zona sur, está el Altar de la Patria: la cripta de Bernardo O'Higgins y un pequeño museo histórico, así como un monumento ecuestre a él —obra del francés Albert-Ernest Carrier-Belleuse— y a José Miguel Carrera —obra del local Samuel Román—, flanqueados por ocho banderas nacionales y árboles.

## Historia
Fue inaugurada por el presidente Carlos Ibáñez como Plaza de la Libertad en el sector entre La Moneda y la Alameda con césped y una pileta central. Fue remodelada y ampliada hacia el sur por el arquitecto austriaco Karl Brunner cuando Arturo Alessandri la renombró como Plaza Bulnes en homenaje a Manuel Bulnes, quien convirtió a La Moneda en la sede de gobierno y con motivo del centenario de su participación en la Guerra contra la Confederación Perú-Boliviana (1836-1839), en la que fue el principal líder de la victoria restauradora según los historiadores. Comenzó a ser estacionamiento de funcionarios públicos y el núcleo de la celebración de logros y concentración de las manifestaciones nacionales —fue reemplazada por la Plaza Baquedano desde los años 1980 para alejarlas debido a la dictadura militar (1973-1990)—, como la revolución de la chaucha en 1949 y la batalla de Santiago en 1957.

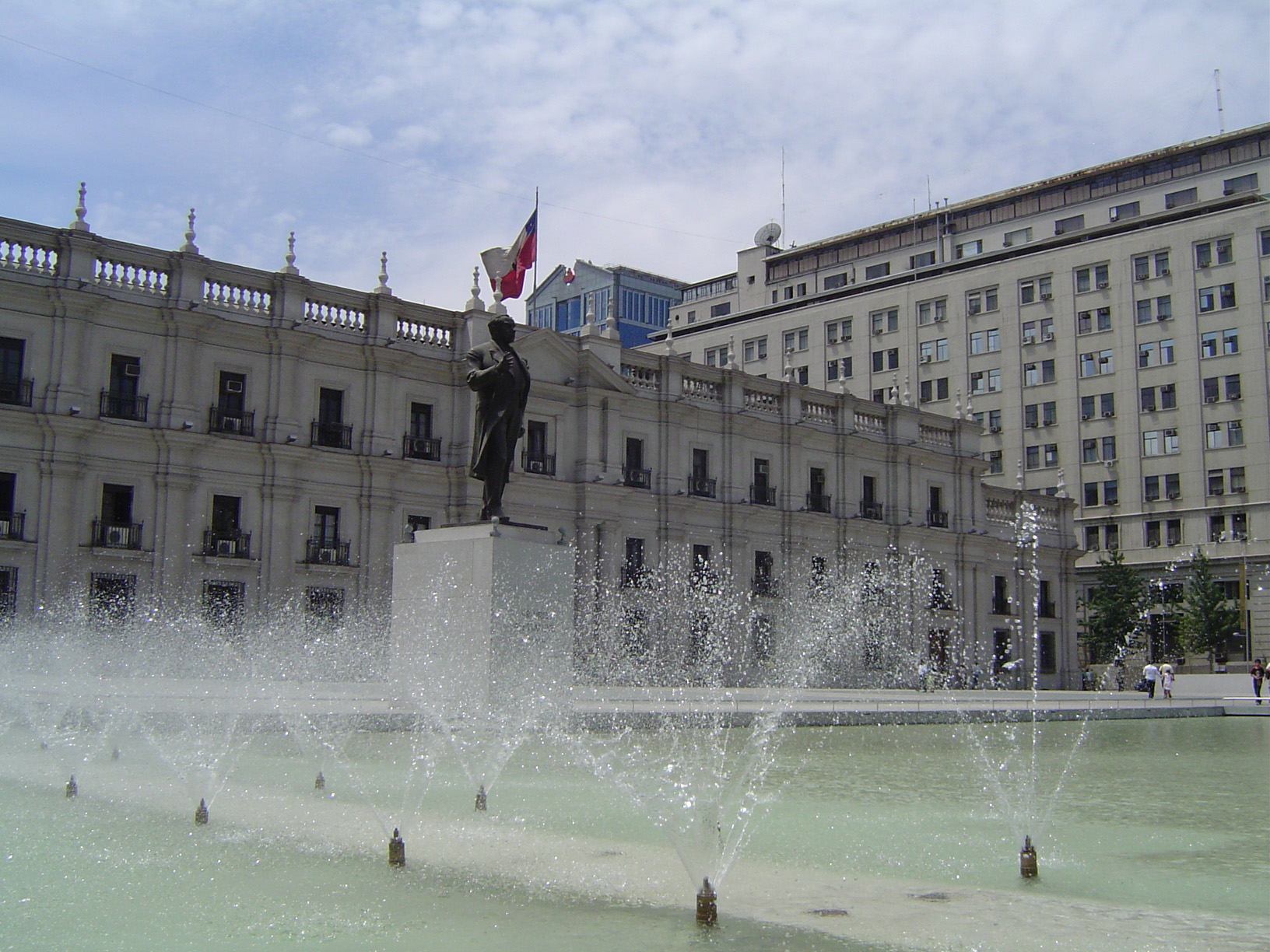
Fuentes de agua y estatua de Arturo Alessandri.

En 1946 ocurrió una masacre en sus inmediaciones. El 9 de noviembre de 1958 fue inaugurado el monumento conmemorativo de Arturo Alessandri, diseñado por el escultor italiano Aroldo Bellini; en la ceremonia de inauguración la estatua fue entregada por Emilio Bello, presidente del Comité Pro-Monumento.
En 1978 Augusto Pinochet inauguró el Altar de la Patria, donde estuvo encendida la Llama Eterna de la Libertad entre 1982 y 2004. Su último cambio comenzó en noviembre de 2004, diseñado por Cristián Undurraga y Ana Luisa Devés como parte del Legado Bicentenario. La primera etapa de los trabajos fue inaugurada el 23 de diciembre de 2005 por el presidente Ricardo Lagos, mientras la segunda etapa fue inaugurada el 9 de marzo de 2006.

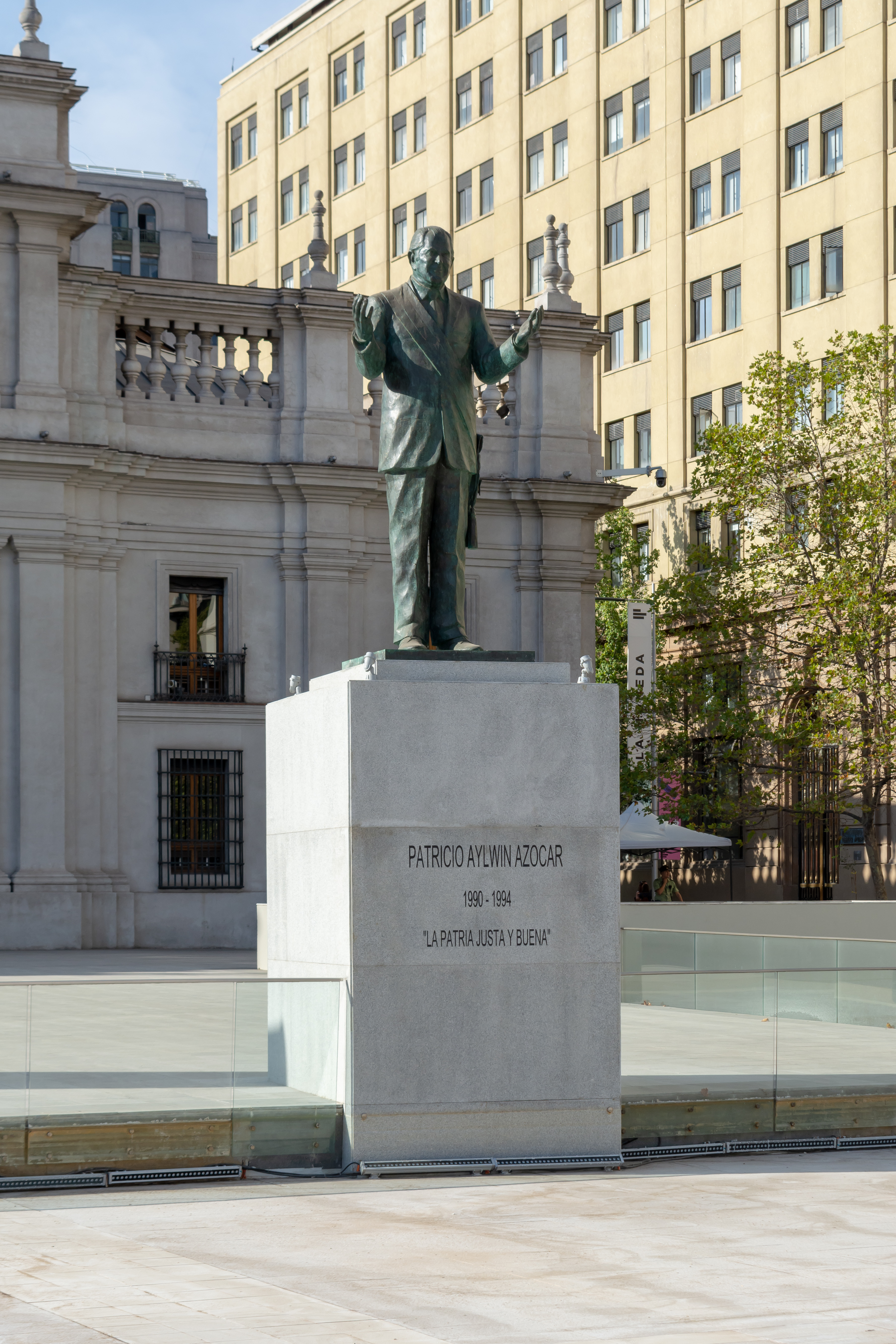
Monumento a Patricio Aylwin.

En enero de 2017 fue aprobada una ley que permitía la construcción de un monumento en homenaje a Patricio Aylwin, mientras que en junio del mismo año se determinó que dicha estatua se instalaría en su sector noreste, en simetría con la estatua de Arturo Alessandri. El monumento fue inaugurado oficialmente el 30 de noviembre de 2022.
Estaba proyectado originalmente que la Alameda fuese subterránea, permitiendo conectar la plaza directamente con el Paseo Bulnes, respetando el diseño original del Barrio Cívico de Santiago, con una gran perspectiva desde el Palacio y otros edificios gubernamentales. Sin embargo, la aprobación de la tercera fase del proyecto quedó pendiente y los altos costos que significaría la construcción y paralización de la principal arteria de la capital hicieron abortar esta iniciativa.